# Кристіан Мікельсен
Кристіан Мікельсен (норв. Peter Christian Hersleb Kjerschow Michelsen, 15 березня 1857, м. Берген, Норвегія — 29 червня 1925, м. Фана) — норвезький судноплавний магнат, державний діяч з праволіберальними політичними поглядами. Він був першим прем'єр-міністром незалежної Норвегії в період з 1905 по 1907 рік. Найбільшу популярність здобув завдяки його зусиллям щодо розірвання союзної угоди між Норвегією і Швецією. Мікельсен вважався одним з найбільш впливових політиків свого часу.

## Життєпис
Кристіан Мікельсен народився в сім'ї купця в місті Бергені, що на південному заході Норвегії. Він був старшим з-поміж п'яти братів і сестер. Там же він навчався в кафедральній школі. Пізніше — вивчав юриспруденцію в Королівському університеті Фредеріка. Став юристом, заснував транспортну компанію Chr. Michelsen & Co яка стала однією з найбільших в країні.

## Політична кар'єра

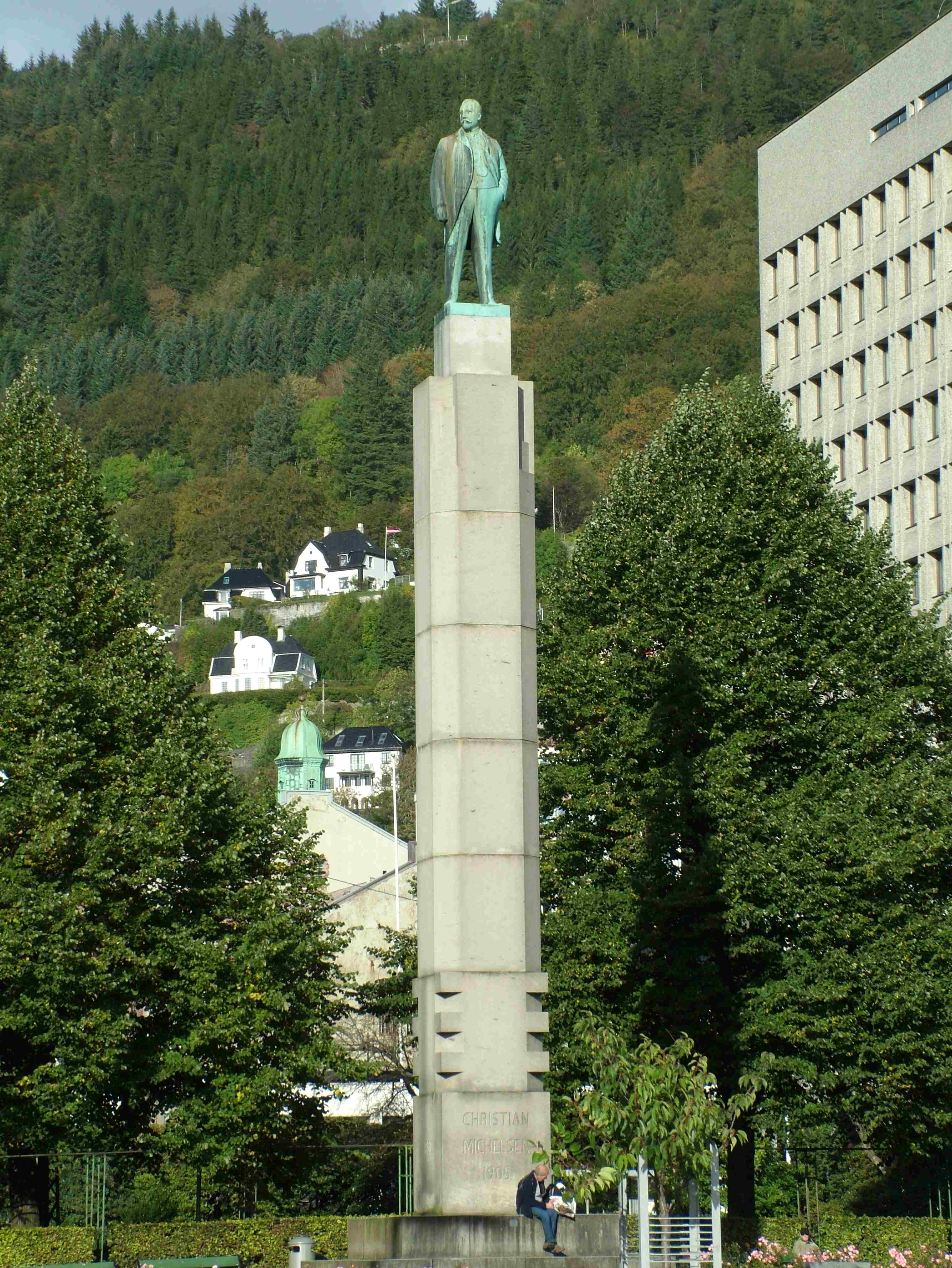
Пам'ятник К. Мікельсену в Бергені

К. Мікельсен став членом Норвезького парламенту (Стортинг) в 1891 році, представляючи Ліберальну партію Норвегії. Він позиціював себе як політик, що стоїть вище дріб'язкових партійних чвар і розбратів.
Його політичним завданням було створення коаліції консервативної та ліберальної партій в парламенті.
К. Мікельсен був міністром фінансів у другому кабінеті Франсіса Хагерупа, і одним з найактивніших прихильників більш твердої політики щодо унії між Швецією та Норвегією. У березні 1905 року Мікельсен замінив Ф. Хагерупа на посту прем'єр-міністра і відразу став лідером руху за вихід Норвегії із союзу зі Швецією.
Формальною підставою для розірвання союзного договору стала відмова короля Оскара II прийняти норвезькі консульські закони (норв. Konsulatsaken). Шведський уряд протягом декількох років наполягав на тому, що закони, що регулюють міжнародні відносини, повинні бути частиною союзної угоди і, відповідно, не можуть бути прийняті норвезьким Стортингом без згоди шведського парламенту Риксдагу (швед. Sveriges riksdag). Шведи були готові прийняти умови норвежців, проте, у відповідь висунули свою зустрічну пропозицію — у союзному договорі пропонувалося закріпити норму, згідно якої впродовж 90 років посаду міністра закордонних справ повинен був займати швед.
Така норма, на думку норвежців, демонструвала свого роду зверхність Швеції в такому політичному союзі. І хоча де-факто так воно і було, норвежці не хотіли це фіксувати де-юре.
27 травня 1905 року король Оскар відмовився підписати законопроєкт. Натомість, норвезький кабінет міністрів відповів колективним демаршем і пішов повним складом у відставку. Король у відповідь не зробив жодних подальших дій, розуміючи, ймовірно, що розпуск союзу неминучий. Шведські ж політики нічого не робили, ймовірно, вважаючи, що за таких обставин це ще одна норвезька політична поразка.
 7 червня норвезький Стортинг заявив, що після того, як король не зміг сформувати новий уряд Норвегії після відставки кабінету Мікельсена, він втратив здатність керувати і, отже, перестав бути королем Норвегії. Такий стратегічний крок норвежців створив свого роду легітимну юридичну основу для подальших дій. Норвезьке суспільство під впливом добре спланованої і організованої багатомісячної інформаційної компанії було готова сприйняти ідею розриву політичного союзу зі Швецією. На проведеному референдумі щодо подальшої долі унії зі Швецією за її продовження проголосувало лише 184 виборці, тобто лише один з 2000 виборців.
Попри те, що Мікельсен бачив майбутню Норвегію демократичною республікою, він розумів, що демократична монархія матиме найбільші шанси бути прийнятою за кордоном і серед більшості норвежців. Принц Данії Карл став королем Норвегії Гоконом VII після того, як новий референдум дав прихильникам монархії приблизно 79 % голосів.

Попри те, що У 1906 році Міхельсен виграв на виборах, уже через рік він подає у відставку, втомившись від безкінечних дріб'язкових чвар і дрібних сварок серед політичних лідерів.
Що стосується соціальної політики уряду в часи, коли К. Мікельсен був прем'єр-міністром, у 1906 році був прийнятий важливий закон що регулював проблеми безробіття та запровадив добровільне страхування.

Уже після завершення політичної кар'єри у 1925 році К. Мікельсен, разом з полярним дослідником Фрітьйофом Нансеном і промисловцем Йоакимом Лемкулем заснував т. з. Лігу Батьківщини.

## Інститут Мікельсена

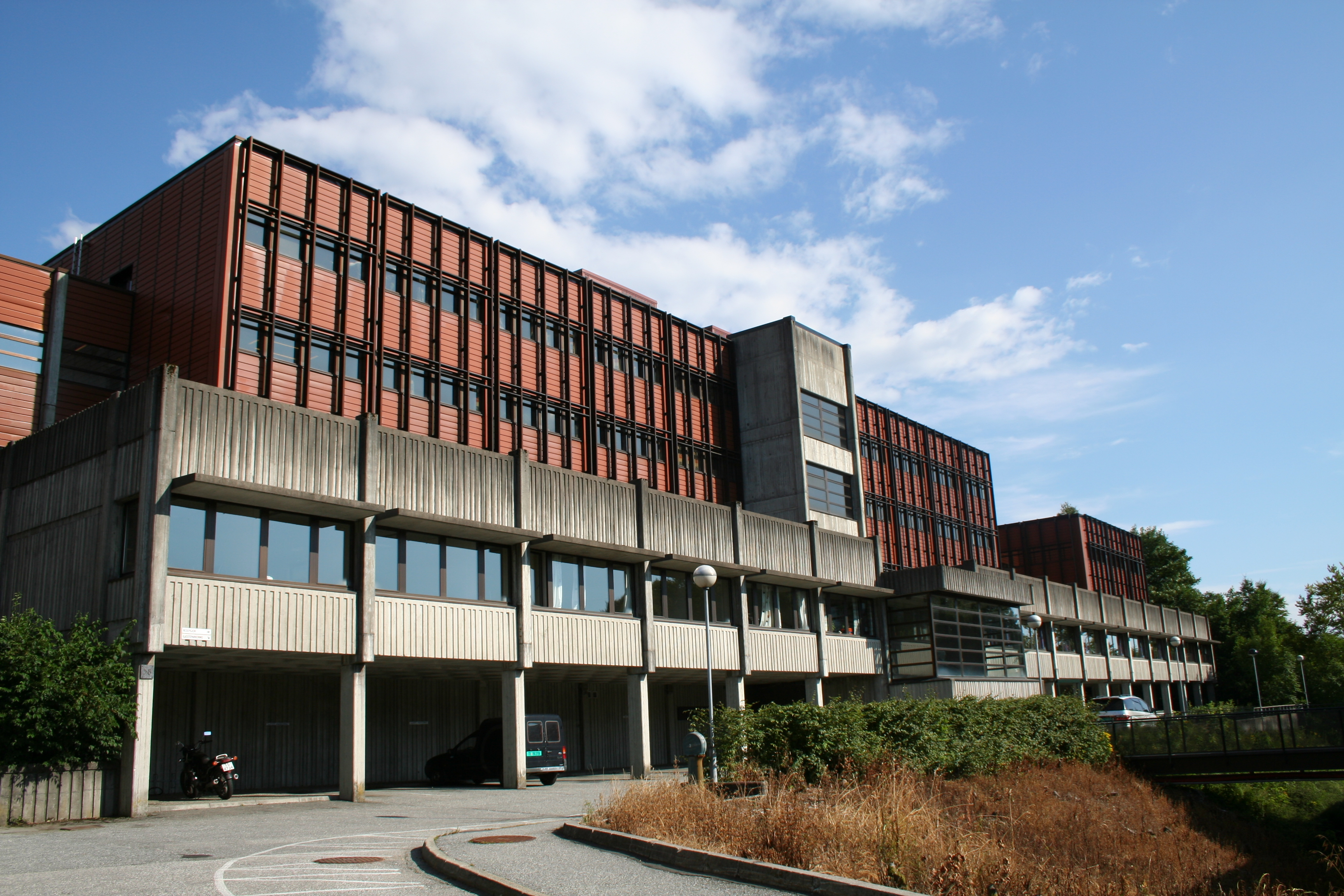
Інститут К. Мікельсена у Бергені

Мікельсен заповів більшу частину свого майна фонду, котрий і зробив можливим у подальшому створення і функціонування Інституту науки та інтелектуальної свободи ім. Мікельсена (The Chr. Michelsens Institutt for Videnskap og Åndsfrihet (CMI)). Інститут став незалежним центром досліджень в галузі міжнародного розвитку і політики. Заснований 1930 року, інститут проводить як прикладні, так і теоретичні дослідження, зосереджені на таких 4 основних тематичних напрямах:
- права людини;
- демократія і розвиток;
- мир, конфлікти і держава;
- боротьба з бідністю і реформа державного сектора[13].

## Цікаві факти

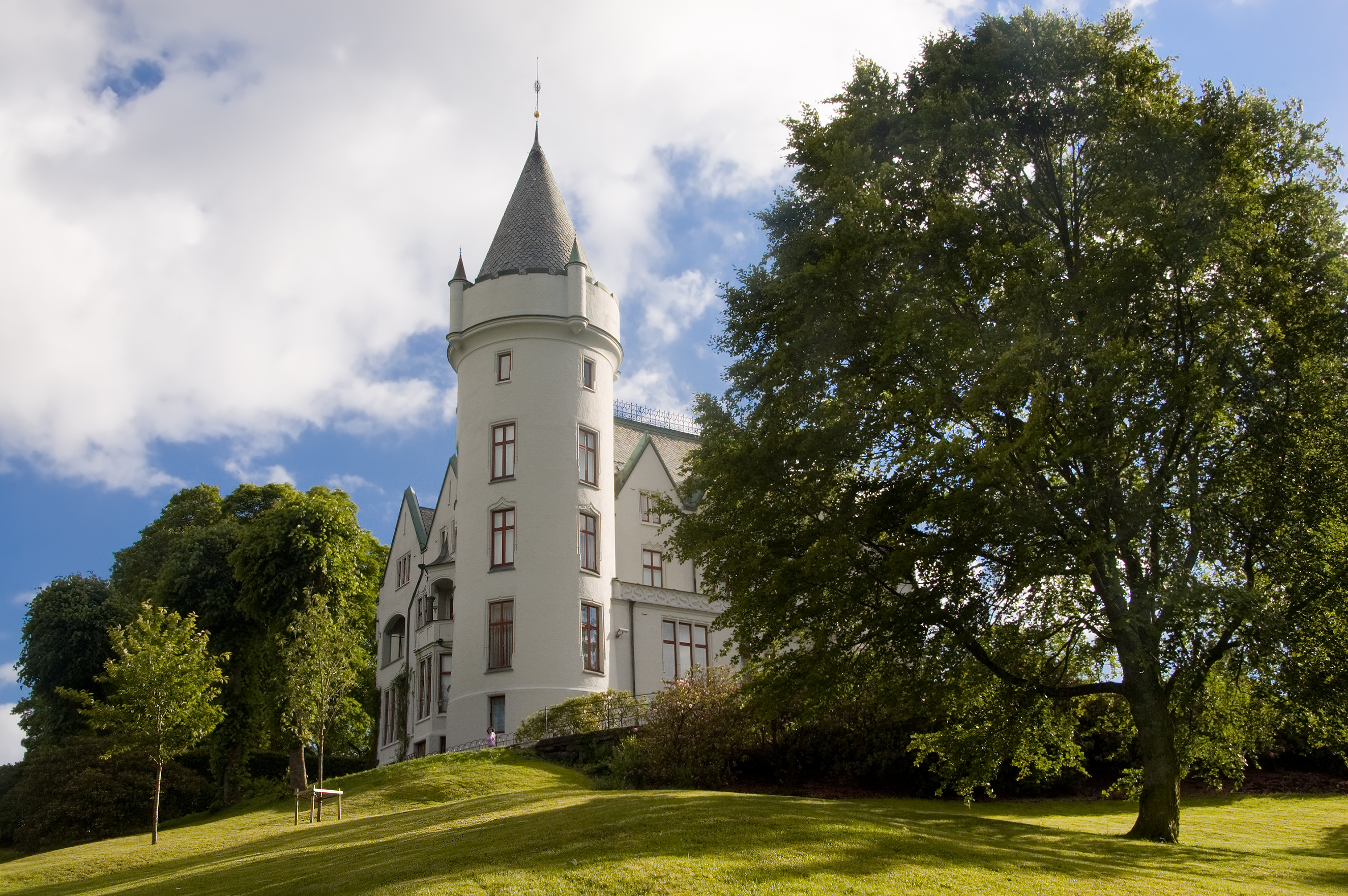
Маєток Gamlehaugen, передмістя Бергена

В 1899 році Мікельсен почав будівництво особняка Гамлехауген (норв. Gamlehaugen). У 1900 році будівництво закінчилося. В наш час маєток функціонує як резиденція норвезької королівської сім'ї і він відкритий для вільного доступу відвідувачів.